# Netzkategorie
Die Netzkategorie gibt die Klassifizierung eines Verkehrsnetzes (Eisenbahn, Straße) oder eines Leitungsnetzes (Gas, Strom, Kommunikationsnetz) an. Insbesondere im Zuge der Freigabe von Infrastruktureinrichtungen für die Allgemeinheit kommt der Netzkategorie gestiegene Bedeutung zu, da die Qualität des jeweiligen Netzes in direktem Zusammenhang mit dem Infrastrukturbenützungsentgelt (IBE) steht.

## Verkehrsnetzkategorien
Bei der Eisenbahn wird grundsätzlich zwischen Haupt- und Nebenbahnen beziehungsweise Fern- und Regionalbahnen unterschieden. Hinkünftig werden in den Netzkategorien der Bahn weitere Differenzierungen erforderlich sein, um den Bedingnissen der Trassenpreissysteme gerecht werden zu können. In Österreich wird deshalb bereits seit 2000 eine Unterteilung in das „Kernnetz“, das „Ergänzungsnetz“ und das „sonstige Netz“ vorgenommen, wobei die Klassifizierung in die Kategorien „A“, „B“ und „C“ erfolgt. Für die europäischen Transportkorridore wurde eine neue Netzkategorie „erweitertes Kernnetz“ eingeführt.
Im Straßennetz wird bei der Netzkategorie zwischen Autobahnen, Bundesstraßen, Landesstraßen und Gemeindestraßen unterschieden.

## Leitungsnetzkategorien
Beim Gas- und Stromnetz wird in die drei Transportstufen „überregionale Fernversorgung“, „regionale Fernversorgung“ und „Endverteilung“ differenziert.